# Obereisenheim-Wipfelder Maintal
Das Obereisenheim-Wipfelder Maintal ist eine kleinteilige naturräumliche Einheit mit der Ordnungsnummer 133.08 auf dem Gebiet der unterfränkischen Gemeinden Eisenheim, Kolitzheim und Wipfeld in den Landkreisen Schweinfurt und Würzburg. 

## Lage
Das Obereisenheim-Wipfelder Maintal (133.08) bildet eine Untereinheit innerhalb der Haupteinheit Mittleres Maintal (133) und damit ein Naturraum in der Haupteinheitengruppe der Mainfränkischen Platten (13). Der Naturraum umfasst einen kurzen Mainabschnitt und einen schmalen Streifen der Flussaue auf der Ostseite. Nördlich schließt sich das Schweinfurter Becken (136) an, wo insbesondere der Zufluss der Oberen Wern für ein anderes Erscheinungsbild der Landschaft sorgte. Mit der Gaibacher Lößhochfläche (137.13) grenzt im Osten ein Naturraum des Steigerwaldvorlandes an. Neuere Veröffentlichungen ergänzten die Lößhochfläche um das Lindacher Flugsandgebiet und die Main-Randhöhen (137.10). Der Süden wird von der ebenfalls zum Mittleren Maintal gehörenden Landschaft der Volkacher Mainschleife (133.07) eingenommen. Die Untereinheit Gäufläche im nördlichen Maindreieck (134.10) schließt im Westen an den Naturraum an. Sie wird den Gäuflächen im Maindreieck (134) zugeordnet.
Der Naturraum liegt im äußersten Nordosten des Landkreises Würzburg bzw. im äußersten Südwesten des Landkreises Schweinfurt und umfasst Gebiete in den Gemeinden Eisenheim, Kolitzheim und Wipfeld. Zentrum des Naturraums bildet der Mainabschnitt bei Wipfeld mit seinem auf der östlichen Mainseite gelegenen Ortsteil St. Ludwig, das über eine Mainfähre mit dem Hauptort verbunden ist. Im Süden begrenzt die Gemarkung des Eisenheimer Ortsteils Obereisenheim die Landschaft, im Norden liegt der Röthleiner Ortsteil Hirschfeld bereits nicht mehr in diesem Maintalabschnitt. Das Obereisenheim-Wipfelder Maintal spielt in der lokalen Selbstdarstellung keine große Rolle, stattdessen rechnen sich die Gemeinden selbst zur Volkacher Mainschleife. Über diesen Namen wird auch die touristische Vermarktung vorgenommen. Durch mehrere Flussbegradigungen im 20. und 21. Jahrhundert hat sich das Erscheinungsbild des Maintalabschnitts nachhaltig verändert, unter anderem legte man hier auch die Staustufe Wipfeld an. Die flache Topographie an den Flussufern ermöglichte die Anlage zweier Ortsverbindungsstraßen. Die Kreisstraße SW 22/WÜ 57 zieht sich entlang des Westufers, ihr Pendant auf der Ostseite ist die Kreisstraße SW 1.

## Landschaftscharakteristik
Das Obereisenheim-Wipfelder Maintal präsentiert sich als Flusstalabschnitt mit steilerem West- und flacherem Osthang. Das Westufer des Maines weist hier extreme Steillagen auf, die noch heute vom Weinbau geprägt wird. Anders als auf der Ostseite haben sich hier keinerlei Überreste von pleistozänen Terrassen mehr erhalten. Stattdessen sind diese Bereiche Zeugen der Talgestaltung im Alt- und Mittelpleistozän. Die Ostseite zeichnet sich dagegen durch ihren langsamen Anstieg aus, sodass die Talaue hier bis zu 400 m Breite einnehmen kann. 
Die breite Talaue wird als Wiesenfläche genutzt. Die Kanalisierung des Maines führte dazu, dass sich auch Ackerflächen bis an die Flussaue ausgebreitet haben. Ursprünglich beanspruchte der Fluss hier eine große Überschwemmungsfläche. Im Westen sind die Weinbauflächen ebenfalls von Ackerbauflächen durchsetzt. Der Anbau wird hier auf Lößlehmböden betrieben. Wein konnte sich insbesondere entlang der schmalen Kerben und Klingen halten, entlang denen kleinere Flüsse (u. a. Kembach) im Main münden. Die potentielle natürliche Vegetation (ohne Eingriffe des Menschen) würde hier Auwälder mit Eschen und Ulmen hervorbringen.
Die Talsiedlungen orientierten sich ebenfalls an den kleineren Mainzuflüssen. Die Menschen begannen auf den von den Bächen ausgewaschenen Schuttfächern zu siedeln. Am Osthang konnten sich außerdem Sonderkulturen ausbreiten, weil hier die ausgedehnten Sandflächen um Stammheim unter anderem den Spargelanbau ermöglicht.

## Schutzgebiete
Der Maintalabschnitt wird von vielen Schutzgebieten nahezu aller Schutzkategorien geprägt. Entlang der Uferflächen sind eingetragene Biotope zu finden. Der gesamte, charakteristische Flusstalabschnitt zwischen Grafenrheinfeld und Kitzingen ist als Fauna-Flora-Habitat geschützt. Daneben ragt das Landschaftsschutzgebiet Volkacher Mainschleife bis weit in das Obereisenheim-Wipfelder Maintal. Das Vogelschutzgebiet Maintal zwischen Schweinfurt und Dettelbach zieht sich außerdem durch den gesamten Naturraum. 
Unter ganz besonderem Schutz steht die Wipfelder Mainaue bei St. Ludwig auf der Ostseite des Maines. Sie ist als Naturschutzgebiet eingetragen. Mit der stärksten großräumigen Schutzkategorie wird ein 72 Hektar großes Wiesengelände entlang der Mainufer bedacht.